# Barly Baruti
Barly Baruti, de son vrai nom Baruti Kandolo Lilela, né le 9 décembre 1959 à Stanleyville (actuelle Kisangani), est un dessinateur de bande dessinée et auteur-compositeur-interprète congolais (RDC).

## Biographie
Barly Baruti est né à Kisangani en République démocratique du Congo dans une famille de peintres. À partir de 1980, il participe à des animations d’ateliers graphiques et des stages de BD en Afrique dans des centres culturels français et des centres de Wallonie-Bruxelles : Kisangani, Kinshasa (RDC), Bamako (Mali), Dakar (Sénégal), Alger,(Algérie), N’Djamena (Tchad), Niamey (Niger), Libreville (Gabon), Djibouti (Djibouti), Douala (Cameroun), Tananarive (Madagascar) et à l’École internationale de Bordeaux (France). 
Il collabore de 1985 à 1992 avec la Radio Télévision Nationale Congolaise (RTNC) et depuis 1991 avec le CBBD (Centre belge de la bande dessinée). En 1986, il est décorateur du film de Dieudonné Ngangura et Benoît Lamy La vie est belle. Il lance à Kinshasa en 1990 Afro BD, une revue de BD t est responsable en 2001 de BéDAfrika, un projet de réseau africain de la BD, dans le cadre de Proculture, un programme de l’Union européenne pour la culture en Afrique centrale.

## Œuvres

### One shots
- Le Temps d’Agir, scénario de Marc Colyn, Éditions AGCD, 1982
- Le village des ventrus, Éditions INADES, 1983
- Aube Nouvelle à Mobo, scénario de Yuma Jumaïni, 1984
- Le Bolide, scénario de Serge Saint-Michel, Éditions SEGEDO, 1985
- Mohuta et Mapeka, Afrique Édition, 1987
- Papa Wemba - Viva la musica!, Afrique Édition, 1987
- L’héritier, Éditions PNUD / FAO / SNV, 1991
- Le retour, Éditions PNUD / FAO / SNV, 1992
- Tchounkoussouma sous les eucalyptus, Éditions Lux-Development, 2004
- Linga Kasi Keba, FORED, 2004
- La Monuc et nous, FORED, 2004
- Comprendre la Transition en RD Congo, FORED, 2004
- Mon trésor, c’est ma vie !, PNMLS, 2010
- Madame Livingstone - Congo, la Grande Guerre, Glénat Éditions, 2014
- Chaos Debout à Kinshasa, Glénat Éditions, 2016
- Le Singe jaune, scénario de Christophe Cassiau-Haurie, Glénat Éditions, 2018

### Ouvrages collectifs
- C'est fou le foot sans les règles, Pictoris studio, 1998  (ISBN 2-84153-100-7)
- Carrément Bruxelles - Ronduit Brussel, scénario de Paul Herman, Glénat, coll. « Carrément 20/20 », 2005  (ISBN 2-87176-218-X)

## Musique
- Ndungu Yangu (14 titres) et un CD collectif Le Monde est un village, no 1 production, RTBF (Bruxelles)
- Poli Matata, spectacle diaporama, 1984
- Blakapar, groupe musical avec l'acteur Dieudonné Kabongo, la chanteuse Khadja Nin et Victor Kabwe (1993)
- Leader du groupe Baruti Trio@ 4
- Spectacle Tram 33, interprétation sur adaptation libre des œuvres de Jacques Brel, en langue Lingala et en Rumba, Ancienne Belgique et à la Grand-Place de Bruxelles, 2003

## Récompenses
- Prix Cognito Europe 2015 récompensant le meilleur album BD historique pour l'Europe (Fondation Cognito-Bruxelles) avec Madame Livingstone, Congo La Grande Guerre, Glénat Éditions, 2014[1]
- Prix de l'Album BD de l'année, prix du meilleur scénario au 39e Festival BD de Chambéry 2015[2] et prix du Public France 3[3].
- Médailles de Mérites Nationales d'Arts, Sciences et Lettres du Zaïre (1983) et de la RD Congo (2015)[4]